# Brenko Lee

a Compétitions nationales et continentales officielles uniquement.

b Matchs officiels uniquement.
Brenko Lee, né le 10 octobre 1995 à Brisbane (Australie), est un joueur de rugby à XIII australien d'origine tongienne et aborigène évoluant au poste d'ailier ou de centre dans les années 2010 et 2020.
Il fait ses débuts en National Rugby League à Canberra en 2014 et rejoint en 2017 Canterbury-Bankstown pour une saison. Il s'engage ensuite deux saisons à Gold Coast puis à partir de 2020 Melbourne avec lequel il remporte la NRL.
D'origine tongienne, il compte une sélection avec la sélection des Tonga en 2017.

## Biographie
Il est cousin avec Edrick Lee (joueur de rugby à XIII) et Patty Mills (basketteur).

## Palmarès
- Collectif :
  - Vainqueur du State of Origin : 2020 (Queensland).
  - Vainqueur de la National Rugby League : 2020 (Melbourne).

### En club

#### Statistiques
| Saison | Club                          | Compétition           | Matchs | Points | Essais | Goals | Drops |
| ------ | ----------------------------- | --------------------- | ------ | ------ | ------ | ----- | ----- |
| 2014   | Canberra Raiders              | National Rugby League | 4      | 12     | 3      | -     | -     |
| 2015   | Canberra Raiders              | National Rugby League | 2      | 4      | 1      | -     | -     |
| 2016   | Canberra Raiders              | National Rugby League | 9      | 32     | 8      | -     | -     |
| 2017   | Canterbury-Bankstown Bulldogs | National Rugby League | 18     | 12     | 3      | -     | -     |
| 2018   | Gold Coast Titans             | National Rugby League | 14     | 12     | 3      | -     | -     |
| 2019   | Gold Coast Titans             | National Rugby League | 6      | 8      | 2      | -     | -     |
| 2020   | Melbourne Storm               | National Rugby League | 14     | 16     | 4      | -     | -     |
| 2021   | Melbourne Storm               | National Rugby League | 0      | -      | -      | -     | -     |
| 2022   | Brisbane Broncos              | National Rugby League | 8      | 4      | 1      | -     | -     |
| 2023   | Dolphins                      | National Rugby League | 0      | -      | -      | -     | -     |